# División Intermedia de la Asociación de Football de Santiago 1931
El Torneo de la División Intermedia de la Asociación de Football de Santiago 1931 fue la 3.º edición de la tercera categoría de la Asociación de Football de Santiago, competición de fútbol de carácter oficial y amateur de la capital de Chile, correspondiente a la temporada 1931. Se jugó desde el 26 de abril hasta el 30 de diciembre de 1931.
Su organización estuvo a cargo de la Asociación de Football de Santiago y contó con la participación de diez equipos. La competición se disputó bajo el sistema de todos contra todos, en una sola rueda.
El campeón fue Río de Janeiro, que se adjudicó su primer título de la División Intermedia de la Asociación de Football de Santiago.
El equipo que descendió a la Segunda División de la AFS fue Independiente, que terminó último en la tabla de posiciones, con 3 puntos.
Cabe señalar que, debido a la reestructuración de la Asociación de Football de Santiago, las categorías divisionales cambiaron sus nombres: la primera y máxima categoría fue la División de Honor, la segunda fue la Primera División, la tercera fue la División Intermedia, y la cuarta fue la Segunda División. Al efecto, esta División Intermedia constituye parte de la misma continuidad de la Tercera División del año anterior.

## Equipos participantes

### Información de los clubes
| Equipo            | Ciudad            |
| ----------------- | ----------------- |
| Almirante Simpson | Santiago de Chile |
| Borgoño           | Santiago de Chile |
| Carioca           | Santiago de Chile |
| Cuatro Naciones   | Santiago de Chile |
| Escuela de Artes  | Santiago de Chile |
| Independiente     | Santiago de Chile |
| Nacional          | Santiago de Chile |
| Río de Janeiro    | Santiago de Chile |
| Stade Francais    | Santiago de Chile |
| Universitario     | Santiago de Chile |

## Clasificación
| Pos.                                         | Equipo              | PJ | PG | PE | PP | GF | GC | Dif. | Pts. |
| -------------------------------------------- | ------------------- | -- | -- | -- | -- | -- | -- | ---- | ---- |
| 1.                                           | Río de Janeiro      | -  | -  | -  | -  | -  | -  | -    | 18   |
| 2.                                           | Universitario       | -  | -  | -  | -  | -  | -  | -    | 12   |
| 3.                                           | Carioca             | -  | -  | -  | -  | -  | -  | -    | 12   |
| 4.                                           | Stade Francais      | -  | -  | -  | -  | -  | -  | -    | 12   |
| 5.                                           | Almirante Simpson   | -  | -  | -  | -  | -  | -  | -    | 10   |
| 6.                                           | Escuela de Artes FC | -  | -  | -  | -  | -  | -  | -    | 9    |
| 7.                                           | Cuatro Naciones     | -  | -  | -  | -  | -  | -  | -    | 8    |
| 8.                                           | Nacional            | -  | -  | -  | -  | -  | -  | -    | 6    |
| 9.                                           | Borgoño             | -  | -  | -  | -  | -  | -  | -    | 5    |
| 10.                                          | Independiente       | -  | -  | -  | -  | -  | -  | -    | 3    |
| Última actualización: 1 de diciembre de 2015 |                     |    |    |    |    |    |    |      |      |

|  |                                |
|  | Campeón.                       |
|  | Descendido a Segunda División. |

## Campeón
| Santiago de Chile         |
| Río de Janeiro 1.º título |